# Élections régionales de 1990 en Ombrie
Les élections régionales de 1990 en Ombrie (en italien : Elezioni regionali in Umbria del 1990) se tiennent les 6 et 7 mai 1990 afin d'élire les 30 membres de la Ve législature du conseil régional de l'Ombrie.

## Contexte
Lors du dernier scrutin régional, le PCI conserve la majorité relative des suffrages et des votes. Le président régional communiste sortant, Germano Marri, est reconduit à la tête d'une coalition de gauche, constituée de PCI et du PSI. En 1987, Marri démissionne, pour être remplacé par Francesco Mandarini (PCI). Le nouveau président poursuit l'entente entre les deux partis jusqu'à la fin de la législature.

## Mode de scrutin
Le conseil régional d'Ombrie (en italien : Consiglio Regionale dell'Umbria) est constitué de 30 conseillers élus pour cinq ans au scrutin proportionnel avec vote préférentiel et sans seuil électoral dans deux circonscriptions plurinominales qui correspondent aux provinces.
Chaque électeur peut exprimer jusqu'à trois votes de préférence sur la liste à laquelle il accorde son suffrage. Les mandats sont ensuite répartis à la proportionnelle d'Hagenbach-Bischoff. Les sièges sont ensuite pourvus par les candidats comptant le plus grand nombre de voix préférentielles.
Les mandats qui n'ont pas été attribués à l'issue du premier décompte et les voix qui n'ont pas été utilisées sont rassemblés au niveau régional et distribués à la proportionnelle de Hare. Ils sont attribués, pour chaque parti, dans les provinces en fonction du ratio entre les votes restants et le total des suffrages exprimés.

### Répartition des sièges
| Provinces | Sièges | +/-           |
| --------- | ------ | ------------- |
| Pérouse   | 24     | 2             |
| Terni     | 6      | 2             |
| Total     | 30     | en stagnation |
|           |        |               |

## Principales forces politiques
| Parti | Parti                                                                                   | Idéologie                                                  |
| ----- | --------------------------------------------------------------------------------------- | ---------------------------------------------------------- |
|       | Démocratie chrétienne Democrazia Cristiana                                              | Centre Démocratie chrétienne, antifascisme, anticommunisme |
|       | Parti communiste italien Partito Comunista Italiano                                     | Gauche Communisme, eurocommunisme, marxisme-léninisme      |
|       | Parti socialiste italien Partito Socialista Italiano                                    | Gauche Socialisme, réformisme, marxisme                    |
|       | Parti social-démocrate italien Partito Socialista Democratico Italiano                  | Centre gauche Social-démocratie, socialisme                |
|       | Parti libéral italien Partito Liberale Italiano                                         | Centre droit Libéralisme, libérisme                        |
|       | Mouvement social italien – Droite nationale Movimento Sociale Italiano–Destra Nazionale | Extrême droite Néofascisme, nationalisme, anticommunisme   |
|       | Parti républicain italien Partito Repubblicano Italiano                                 | Centre Républicanisme, mazzinisme                          |

## Résultats

### Voix et sièges
|                        |                                                      |         |       |               |        |               |  |  |  |  |  |  |  |  |
| Parti                  | Parti                                                | Voix    | %     | +/-           | Sièges | +/-           |  |  |  |  |  |  |  |  |
|                        | Parti communiste italien (PCI)                       | 221 330 | 38,36 | 5,99          | 12     | 2             |  |  |  |  |  |  |  |  |
|                        | Démocratie chrétienne (DC)                           | 158 727 | 27,51 | 0,03          | 9      | en stagnation |  |  |  |  |  |  |  |  |
|                        | Parti socialiste italien (PSI)                       | 92 802  | 16,08 | 1,59          | 5      | 1             |  |  |  |  |  |  |  |  |
|                        | Mouvement social italien – Droite nationale (MSI-DN) | 25 664  | 4,45  | 1,88          | 1      | 1             |  |  |  |  |  |  |  |  |
|                        | Chasse, Pêche, Environnement (CPA)                   | 19 078  | 3,31  | Nv.           | 1      | 1             |  |  |  |  |  |  |  |  |
|                        | Parti républicain italien (PRI)                      | 15 910  | 2,76  | 0,19          | 1      | en stagnation |  |  |  |  |  |  |  |  |
|                        | Liste verte (LV)                                     | 12 467  | 2,16  | Nv.           | 1      | 1             |  |  |  |  |  |  |  |  |
|                        | Les Verts Arc-en-ciel (VA)                           | 8 001   | 1,39  | Nv.           | 0      | en stagnation |  |  |  |  |  |  |  |  |
|                        | Démocratie prolétarienne (DP)                        | 7 081   | 1,23  | en stagnation | 0      | en stagnation |  |  |  |  |  |  |  |  |
|                        | Parti social-démocrate italien (PSDI)                | 6 843   | 1,19  | 0,50          | 0      | en stagnation |  |  |  |  |  |  |  |  |
|                        | Parti libéral italien (PLI)                          | 4 358   | 0,76  | 0,13          | 0      | en stagnation |  |  |  |  |  |  |  |  |
|                        | Liste des retraités                                  | 3 434   | 0,60  | Nv.           | 0      | en stagnation |  |  |  |  |  |  |  |  |
|                        | Ligue du Centre-Ombrie (LC)                          | 1 370   | 0,24  | Nv.           | 0      | en stagnation |  |  |  |  |  |  |  |  |
|                        |                                                      |         |       |               |        |               |  |  |  |  |  |  |  |  |
| Suffrages exprimés     | Suffrages exprimés                                   | 577 065 | 93,50 |               |        |               |  |  |  |  |  |  |  |  |
| Votes blancs           | Votes blancs                                         | 20 123  | 3,26  |               |        |               |  |  |  |  |  |  |  |  |
| Votes nuls             | Votes nuls                                           | 20 041  | 3,24  |               |        |               |  |  |  |  |  |  |  |  |
| Total                  | Total                                                | 617 137 | 100   | -             | 30     | en stagnation |  |  |  |  |  |  |  |  |
| Abstention             | Abstention                                           | 64 007  | 9,40  |               |        |               |  |  |  |  |  |  |  |  |
| Inscrits/Participation | Inscrits/Participation                               | 681 144 | 90,60 |               |        |               |  |  |  |  |  |  |  |  |

## Conséquences
Le président sortant, Francesco Mandarini, est reconduit à la présidence de la région, à la tête d'une nouvelle coalition de gauche, formée des communistes et des socialistes. En 1992, Mandarini démissionne, pour être remplacé par Francesco Ghirelli. Il dirige la région pendant un peu moins d'un an, avant de démissionner à son tour. Claudio Carnieri le remplace jusqu'à la fin de la législature.